# Edie Martin
Edith Emma "Edie" Martin, född 1 januari 1880 i London, död 22 februari 1964 i samma stad, var en brittisk skådespelerska.

## Rollista i urval
- 1937 – Under den röda kappan
- 1946 – Lysande utsikter
- 1948 – Oliver Twist
- 1949 – Mr. Pollys historia
- 1951 – Jag stal en miljon
- 1951 – Mannen i vita kostymen
- 1953 – Blixten från Titfield
- 1953 – Hin Håle i högform
- 1953 – På vift med Genevieve
- 1955 – Ladykillers
- 1957 – Oss mördare emellan
- 1959 – Oss bovar emellan